# Acrocercops cocciferellum
Acrocercops cocciferellum is een vlinder uit de familie mineermotten (Gracillariidae). De wetenschappelijke naam is voor het eerst geldig gepubliceerd in 1910 door Chretien.
De soort komt voor in Europa.